# ليونيل لينكون
ليونيل لينكون (بالإنجليزية: Lionel Lincoln)‏ هي رواية تاريخية بقلم جيمس فينيمور كوبر، نشرت لأول مرة في عام 1825. تدور الأحداث في حرب الاستقلال الأمريكية، وتروي قصة ليونيل لينكون، وهو أميركي من أصل نبيل بريطاني، ولد في بوسطن ويذهب إلى إنجلترا وعاد كجندي بريطاني، ويضطر لينكون أن يتعامل مع انقسام الولاء في عائلته وأصدقائه بين المستعمرات الأمريكية والوطن البريطاني.
وضع كوبر الرواية جزءًا من سلسلة من 13 مجلد تضم الروايات التاريخية التي كتبها. إلا أنه لم يكن راضيَا بشكل عام بعمله روائيًا تاريخيًا، وتعتبر الرواية من قبل كل من النقاد المعاصرين والحديثين من أضعف روايات كوبر.